# Rivière aux Rats (île d'Anticosti)
Pour les articles homonymes, voir Rivière aux Rats.
La rivière aux Rats est un cours d'eau de l'île d'Anticosti qui se jette dans le golfe du Saint-Laurent Elle est située dans la municipalité de L'Île-d'Anticosti, au Québec (Canada).
Une route forestière (sens nord-sud) dessert la zone entre la rivière aux Rats et la rivière Chicotte. Cette route relie au sud la réserve écologique du Grand-Lac-Salé, et la route principale passant au centre-nord de l'île.

## Toponymie
Cette désignation toponymique paraît en 1955 sur une carte de la compagnie Consolidated Bathurst.
Le toponyme «rivière aux Rats» a été officialisé le 12 septembre 1974.

## Géographie
La rivière aux Rats tire sa source à la confluence de deux ruisseaux[réf. nécessaire] de montagne (altitude: 171 m[réf. nécessaire]), situé au centre-sud de l'île. Cette source est située en zone forestière à:
- 2,9 km au sud-ouest du cours de la rivière Chicotte;
- 104,2 km à l'est du centre-ville du village de Port-Menier;
- 40,7 km au sud de la rive nord de l'île d'Anticosti;
- 12,2 km au nord-est de la rive sud de l'île d'Anticosti[2].

À partir de sa source, la rivière aux Rats coule sur 18,3 km avec un dénivelé de 170 m, selon les segments suivants:
- 5,7 m vers le sud, en formant une courbe vers l’ouest, en recueillant deux ruisseaux (venant du nord-est) et un ruisseau (venant du nord-ouest), jusqu'à la décharge (venant de l’est) d’un lac;
- 10,0 m d’abord vers le sud en recueillant un ruisseau (venant du nord-ouest), en courbant vers le sud-est, puis recueillant un ruisseau (venant du nord), jusqu'à un coude de rivière, correspondant à un ruisseau (venant du nord);
- 2,6 km vers le sud-ouest en passant sous le pont de la route forestière qui longe le littoral sud de l’île d’Anticosti, et en formant un petit crochet vers le nord, jusqu'à son embouchure[2].

La rivière aux Rats se déverse du côté est du Gand lac Salé, du Petit lac Salé, de la Baie des Sables et de la Côte de la Grande Traversée, sur la rive sud de l'Île d'Anticosti, dans le golfe du Saint-Laurent. Cette confluence est située à:
- 3,4 km à l'ouest de la Pointe des Morts;
- 5,4 km à l’ouest de l'embouchure de la rivière Chicotte;
- 8,8 km à l’est de l’embouchure de la rivière Galiote;
- 110 km à l’est de Port-Menier[2].

## Réserve écologique du Grand-Lac-Salé
En 1991, le gouvernement du Québec avait établi la réserve écologique du Grand-Lac-Salé couvrant approximativement 7000 hectares. En sommaire, cette réserve était délimitée par le milieu de la rivière du Brick à partir de sa confluence avec le détroit d'Honguedo, en remontant la rivière jusqu'à la latitude 5 468 000 m N[pas clair]; de là, vers l'est, jusqu'au centre de la rivière Chicotte; puis vers le sud en suivant le centre de cette dernière rivière, jusqu'à sa confluence avec le détroit d'Honguedo.